# Manos Zacharias
Manos Zacharias (Atene, 9 luglio 1922) è un regista sovietico.

## Filmografia parziale

### Regista
- Ja soldat, mama (1966)
- Karatel' (1968)
- Na uglu Arbata i ulicy Bubulinas (1972)